# 卡鲁尔
卡鲁尔（Karur），是印度泰米尔纳德邦Kapur县的一个城镇。总人口76328（2001年）。

## 人口
该地2001年总人口76328人，其中男性38385人，女性37943人；0—6岁人口7259人，其中男3752人，女3507人；识字率77.92%，其中男性为83.81%，女性为71.96%。